# Maywood Park
La ville de Maywood Park est située dans le comté de Multnomah, dans l’État de l’Oregon, aux États-Unis. Elle comptait 752 habitants lors du recensement de 2010.

## Démographie
Au recensement de 2010, sa population était de 752 hab dont 300 ménages et 217 familles résidentes. La densité de population était de 1 707,9 hab/km2
La répartition ethnique était de 85,5 % d'Euro-Américains et 14,5 % d'autres races.
En 2000, le revenu moyen par habitant était de 26 472 dollars avec 1,7 % vivant sous le seuil de pauvreté.

## Source
- (en) Cet article est partiellement ou en totalité issu de l’article de Wikipédia en anglais intitulé « Maywood Park, Oregon » (voir la liste des auteurs).